# Королівський технологічний інститут
Королівський технологічний інститут (швед. Kungliga Tekniska högskolan (KTH), англ. KTH Royal Institute of Technology) — шведський державний університет у Стокгольмі, зосереджений головним чином на науці та технологіях. KTH є найбільшим і найстаршим університетом Швеції, який готує в першу чергу інженерів, інженерів цивільного будівництва, архітекторів та здійснює обширні дослідження у сфері науки та технологій.

### Загальна інформація
KTH спеціалізується на інженерії, технологіях, архітектурі та природничих науках. Університет об'єднує понад 14 000 студентів, з яких близько 1 500 — аспіранти . Навчання проводиться на п’яти школах, розташованих на чотирьох кампусах у Стокгольмі та його околицях

### Академічна репутація
KTH входить до числа найкращих технічних університетів Європи. У рейтингу QS World University Rankings 2019 року він посів 98-у позицію, розділивши її з Університетом Женеви . Університет є членом престижних міжнародних мереж, таких як Nordic Five Tech та UNITE! Він активно співпрацює з провідними технічними вишами Європи

### Наукові дослідження та інновації
KTH відомий своїми дослідженнями у сферах сталого розвитку, енергетики, біотехнологій, інформаційних технологій та урбаністики. Університет активно працює над вирішенням глобальних викликів, таких як зміна клімату, продовольча безпека та якість життя

## Історія
Сьогоднішній КТН був заснований у 1827 році як Технічний інститут, який насправді починався ще у 1798 році як Механічне училище. У Механічному училищі знаходилася колекція механічних моделей Лабораторія механіки (швед. Laboratorium mechanicum), створена батьком шведської механіки Крістофером Пульхемом, яка періодично використовувалася для занять із практичної механіки. Саме заснування Механічного училища у 1798 році вважається початком неперервної технічної освіти у Швеції.

## Кампуси
Королівський технологічний інститут має 5 кампусів розташованих всередині та біля Стокгольма.

### Головний кампус KTH Стокгольм
Розташований на вулиці Вальхалавеген, більшість магістерських програм КТН знаходиться у цьому кампусі.

### КТН Флемінсгберг
Флемінсгберг - область високої академічної "густини" та один з найважливіших центрів біотехнології у північній Європі, як у сенсі дослідництва, так і промислової активності. У КТН Флемінсгберг викладається магістерська програма з біомедичної інженерії та проводяться дослідження у цій же галузі.

### КТН Шіста
Бездротова долина, Мобільна долина, Кремнієва долина півночі - все це неофіційні назви наукового міста Шіста, яке знаходиться на півнчному заході Стокгольму. У КТН Шіста проводиться викладання та дослідження в усіх сферах, які є важливими для сучасного інформаційного суспільства - від нанофізики до дизайну користувацьких інтерфейсів.

### КТН Албанова
Албанова знаходиться біля головного кампусу на Вальхалавеген. Університетський центр Албанова - це Стокгольмський центр фізики, астрономії та біотехнологій, дослідницька та освітня організація, що керується суспільно Королівським технологічним інститутом та Стокгольмським університетом. 

### КТНСедертельє
У КТН Седертельє знаходиться дивовижне сплетіння нових винаходів інформаційних технологій у культурно захищенному середовищі.

## Відомі випускники
- Сара Мазур — шведський фізик, інженер-електрик, член Королівської шведської академії інженерних наук.
- Саломон Август Андре — шведський інженер, аеронавт, дослідник Арктики, учасник Полярної експедиції Андре.
- Кнут Френкель — шведський інженер, дослідник Арктики, учасник Полярної експедиції Андре.
- Хельгі Пальмкранц — шведський винахідник.
- Бальцар фон Платен — шведський інженер, винахідник і підприємець.
- Івар Крюгер — шведський інженер, фінансист, підприємець і промисловець.
- Густаф де Лаваль — шведський інженер та винахідник.
- Рагнар Сольман — шведський хімічний інженер, менеджер, державний службовець та засновник Фундації Нобеля.
- Ернест Александрсон — шведсько-американський інженер-електрик, винахідник генератора змінного струму високої частоти, піонер радіо і телебачення.
- Арне Крістер Фуглесанг — шведський фізик і перший астронавт Швеції.
- Дольф Лундгрен — шведський актор, режисер, спортсмен-каратист.